# 1666

## أحداث
- تأسيس مدينة كويلمس وتقع حاليا في الأرجنتين.
- 2 سبتمبر - حريق لندن الكبير.
- بداية عهد سلالة الدولة العلوية بالمغرب.

## مواليد
- إيفان الخامس
- فيتوريو أميديو الثاني

## وفيات
- 22 ینایر – شاه جهان۔ (ولد: 1000 هـ)